# The Ceremony - Invito mortale
The Ceremony - Invito mortale (The Invitation) è un film del 2022 diretto da Jessica M. Thompson.
Il film, sceneggiato da Blair Butler, ha come protagonisti Nathalie Emmanuel e Thomas Doherty, ed è ispirato al romanzo Dracula di Bram Stoker.

## Trama
A New York City, l'artista in difficoltà Evelyn "Evie" Jackson si guadagna da vivere lavorando come freelance in un'attività di ristorazione con la sua migliore amica Grace. Evie fa un test del DNA dopo la morte di sua madre, scoprendo di avere un lontano cugino in Inghilterra di nome Oliver Alexander. Incontra Oliver, che le racconta lo scandalo della sua bisnonna, Emmaline, che ha avuto un figlio segreto con un cameriere nero. La invita a un imminente matrimonio di famiglia in Inghilterra. Evie arriva a Whitby presso l'Abbazia di New Carfax, dove incontra il signore del maniero, Walter De Ville, e la signora Swift, una domestica di lunga data della tenuta. Incontra anche il resto della famiglia Alexander e le damigelle d'onore, l'amichevole Lucy e la condiscendente Viktoria.
Evie inizia gradualmente a notare eventi inquietanti durante il suo soggiorno. Vede un'apparizione di Emmaline, che è stata mostrata in un flashback, mentre si impicca alle scale. Le cameriere iniziano a scomparire quando vengono attaccate da una figura oscura. Evie si ritrova corteggiata da De Ville prima di scoprire che lui la stava facendo delle ricerche prima del suo arrivo. Lei lo affronta e minaccia di andarsene, ma i due si riconciliano e fanno sesso.
La famiglia organizza una cena di prova, durante la quale Evie si aspetta di incontrare finalmente gli sposi. Invece, De Ville annuncia che lui ed Evie si sposeranno. Il maggiordomo, Renfield, taglia la gola a una cameriera e versa il suo sangue in una ciotola. Si scopre che De Ville, Lucy e Viktoria sono vampiri che poi bevono il sangue della cameriera. Gli antenati di Evie, gli Alexander, sono una delle tre famiglie che, per secoli, hanno offerto ciascuna una delle loro donne perché diventasse la moglie di De Ville in cambio di protezione e ricchezza. Emmaline originariamente doveva essere la terza sposa di De Ville, ma si è uccisa a causa della sua colpa di aver ucciso esseri umani e a causa della perdita del suo amore, del bisnonno di Evie e del figlio neonato. La famiglia Alexander ha avuto difficoltà a trovare un membro femminile finché non ha trovato Evie. Viktoria rinchiude una frenetica Evie all'interno di una bara, ma viene liberata dalla signora Swift, che viene uccisa da Renfield. Evie arriva in città e chiede aiuto a una coppia di anziani, che si rivelano essere Jonathan e Mina Harker, ma perde i sensi, si scopre che lavorano per De Ville.
Evie si sveglia e si ritrova con una delle cameriere, Imogen, e De Ville. De Ville rivela di essere Dracula poiché afferma che una volta era conosciuto come il "Figlio del Drago". Evie poi guarda De Ville mordere la gamba di Imogen e perde i sensi. Al risveglio, Evie è ora in abito da sposa e cammina lungo la navata per sposare De Ville. Quando finiscono di scambiarsi i voti, lei morde il braccio di De Ville, consumando il suo sangue e si trasforma immediatamente in un vampiro. Dà fuoco alla cappella nuziale, pugnala De Ville al cuore, cosa che lo fa invecchiare rapidamente, e fugge con Diya, un'altra cameriera. Una Viktoria infuriata tende un'imboscata a Evie, che viene aiutata da Diya. Dopo che Diya fugge, Viktoria attacca di nuovo Evie prima che Lucy intervenga. I due vampiri combattono prima che Lucy trafigga lei e Viktoria con una lancia, trasformandoli entrambi in cenere.
Poco dopo, Evie viene attaccata da Renfield che brandisce una lancia, il quale afferma che avrebbe voluto aver ucciso il suo bisnonno e nonno, prima che lei lo uccida rompendo la punta della lancia e pugnalandolo al petto. Viene quindi inseguita da un De Ville che striscia sul muro, che la afferra per la gola. Si libera recidendogli il polso con un filo tagliente e lo lancia a calci tra le fiamme. Mentre lui brucia vivo, lei perde i suoi poteri a causa della sua morte e ritorna alla forma umana. Evie fugge mentre il maniero viene avvolto dalle fiamme.
Due settimane dopo, a Londra, Evie e Grace hanno rintracciato Oliver, che si prepara a fuggire dopo aver pagato la polizia. Le due donne intendono ucciderlo per aver ingannato Evie ed essere complice degli omicidi commessi dai vampiri.